# Bendis nigrilunata
Bendis nigrilunata är en fjärilsart som beskrevs av William Schaus 1914. Bendis nigrilunata ingår i släktet Bendis och familjen nattflyn. Inga underarter finns listade i Catalogue of Life.